# Podhoří (přírodní rezervace)
Podhoří je přírodní rezervace v Praze. Nachází se na severním okraji čtvrti Podhoří v městské části Praha-Troja. Zahrnuje území skalních srázů na pravém břehu Vltavy mezi Bohnickým údolím a začátkem ulice Na Farkách. Přírodní rezervace je krajina polí a lesů a je součástí přírodního parku Drahaň–Troja spolu s přírodními památkami Havránka, Jabloňka, Zámky a dalšími. Jedná se nejcennější chráněné území v Trojské kotlině. Strmé skalní srázy s převýšením až 100 metrů nad údolím Vltavy a velký rozdíl mikroklimatu a mikroreliéfu umožnily vznik unikátních společenství. Dodnes se zde zachoval původní přírodní charakter, přestože okolí bylo osídleno již v dávné minulosti Kelty (keltské oppidum).
Přírodní rezervace se nachází v Praze na pravém břehu Vltavy mezi ústím Bohnického potoka a začátkem ulice Na Farkách. Oblast je součástí přírodního parku Drahaň-Troja a spadá pod katastrální území Bohnice - Praha 8 a Troja - Praha 7. Překrývá se s chráněným územím Kaňon Vltavy u Sedlce. Geomorfologicky je území řazeno do provincie Česká vysočina, Poberounské soustavy, Brdské podsoustavy, celku Pražská plošina, podcelku Kladenská tabule a zde do okrsku Zdibská plošina. Nadmořská výška se pohybuje mezi 178 až 270 metry.

## Historie
Poloha Na Farkách byla osídlena od eneolitu přes dobu bronzovou až po dobu halštatskou. Koncem starší doby bronzové bylo sídliště poprvé opevněno. V minulosti zde byl těžen v malých lomech kámen.
Na místě historických osad se v současnosti nachází archeopark, který byl postaven Botanickou zahradou Prahy.

## Přírodní poměry

### Geologie
PR tvoří skály pravého břehu kaňonovitého údolí Vltavy poblíž ústí Bohnického potoka. Vystupuje zde jeden z velkých skalních profilů se 100metrovým převýšením. Tvoří ho horniny mladších starohor se zdaleka viditelnými žílami kyselých vyvřelin. Pevné břidlice svrchního proterozoika tvoří převážnou část území. V některých místech v břidlicích jsou dioritové porfyrity a tonality- alkalické vyvřeliny.
Zaříznutou roklí protéká Podhořský potok, který dělí území Podhoří na dvě části: 
- jižní část s mírnějšími úklony svahů (pod výšinným sídlištěm Na Farkách);
- severní část (Kalvárie) se strmějšími úklony skal s hlubokými erozními rýhami.

Značně velká diverzita rostlinných společenstev v území je vyplývá z rozdílnosti chemického složení hornin, přičemž svažitý reliéf převažuje nad plochým. Zdejší půdy jsou převážně vápnité a živné.
V nejsevernější části chráněného území se nachází pozůstatek lomu, který vznikl v souvislosti s výstavbou nouzových staveb u břehu Vltavy. Lom ukončil činnost pravděpodobně již počátkem století. Probíhala zde těžba křemenného dioritového porfyritu a drob. Těžba mohla souviset i s regulací břehů Vltavy počátkem dvacátého století.

### Flóra
Dnes celkový charakter území určují rozsáhlé skalní stepi a xerotermní křoviny nebo porosty zakrslých dubů, v nichž se roztroušeně objevuje i dřín obecný (Cornus mas) a v poslední době se šířící višeň turecká (Prunus mahaleb). Takže v pohoří se vyskytují útržky kyselých xerotermních doubrav.
Na území přírodní rezervace podhoří najdeme řadu vzácných a chráněných druhů rostlin. 
Na skalách rostou druhově bohatá společenstva: 
- Tařice skalní (Aurinia saxatilis);
- Kostřava sivá (Festuca pallens) - hercynské skalní vegetace je hlavní vegetační jednotkou přírodní rezervace podle Botanickému zhodnocení území (Z Plánu péče o přírodní rezervaci Podhoří);
- Mařinka psí (Asperula cynanchica);
- Česnek šerý (Allium senescens);
- Rozchodník bílý (Sedum album);
- Tařinka horská (Alyssum montanum);
- Mochna písečná (Potentilla arenaria).

Na vrcholových plošinách skal jde převážně o zástupce druhů: trýzel škardolistý (Erysimum crepidifolium), kostřava walliská (Festuca valesiaca), dub letní (Quercus robur). Najdeme v PR Podhoří i kakostu krvavého (Geranium sanguineum), třemdavu bílou (Dictamnus albus) spolu s reliktní třešní křovitou (Prunus fruticosa), a druhově bohatší stepní společenstva jako zvonek jemný (Campanula gentilis), jestřábník bledý (Hieracium schmidtii), locika vytrvalá (Lactuca perennis (Festuca valesiaca)), řimbaba chocholičnatá (Pyrethrum corymbosum) nebo kokořík lékařský (Polygonatum odoratum). Z dalších druhů je možné zmínit čistec přímý (Stachys recta), chrpa latnatá (Centaurea stoebe) a  pryšec chvojka (Euphorbia cyparissias).

### Fauna
Nejznámějšími obyvateli přírodní rezervace jsou teplomilní zástupci hmyzu, vzácné druhy nosatců, krasců, tesaříků a mandelinek. 
Dále zde lze potkat i  užovku podplamatou (Natrix tesselata), ještěrku obecnou (Lacerta agilis) a ještěrku zelenou (Lacerta viridis), která je kriticky ohroženým druhem a v Česku je chráněna zákonem. 
Podhoří je dále osídleno představiteli ptáků, zejména kalousem ušatým (Asio otus), výr velký (Bubo bubo), a malými zpěvnými ptáky jako ťuhýk obecný (Lanius collurio), sedmihlásek hajní (Hippolais icterina) nebo slavík obecný (Luscinia megarhynchos), kteří hnízdí ve křovinách.
Navíc zde můžeme pozorovat teplomilná společenstva i bezobratlých živočichů (např. zobonosky (Attelabus), krytonosce (Ceutorhynchus) či motýly (Lepidoptera)), kteří zde sídlili dávno před člověkem. Při aktuálním průzkumu bezobratlých byly vybrány bioindikační skupiny pavouci a motýli. V lokalitě bylo zjištěno 32 druhů pavouků, ale celkový odhad bude nepochybně vyšší. V případě motýlů bylo zjištěno celkem 73 druhů okruhu macrolepidoptera. 
Z ostatních skupin tu sídlí blanokřídlí, kteří patří k nejpočetnějším řádům hmyzu, dále brouci, ploštice a rovnokřídlí. Výskyt přástevníka kostivalového (Euplagia quadripunctata) nevyžaduje zvláštní management kromě zachování otevřené krajiny s dostatkem živných rostlin, keřů z čeledi růžovitých. Druhy (Apatura ilia) batolec červený, (Apatura iris) batolec duhový a (Iphiclides podalirius) otakárek ovocný patří mezi ohrožené. Nicméně případný zvláštní management není třeba upravovat.

## Ochrana přírody
Podhoří je PR chráněná Magistrátem hlavního města Prahy. Mezinárodní svaz ochrany přírody (IUCN) přiřadil rezervaci do 4. kategorie – území pro péči o stanoviště/druhy.
Předmětem ochrany jsou skály na právem břehu údolí Vltavy s břidlici a žíly vulkanických hornin proterozoika s velkou diverzitou skalních společenstev a druhů skalních stepí a křovin a se stanovišti chráněných a ohrožených druhů rostlin a živočichů. Hlavními body péče jsou zachování rostlinných společenstev a dlouhodobé a postupné zlepšování jejich stavu. Za primární nutno považovat udržení bezlesí na skalních stepích s výskytem ojedinělých skupin keřů.
Cíle ochrany:
- Zabránění sukcese, zarůstání území křovinami a lesními porosty;
- Podpoření druhové skladby suchých trávníků pravidelnou péčí (redukcí křovin, pastvou, příp. sečí);
- Podpoření druhové pestrosti stanovišť různými a časově odstupňovanými managementovými zásahy:
- kosení mozaikovité s časovým odstupem; kosení a pastvu provádět v období plánu péče v různých termínech.

Pro udržení hodnotných společenstev je vhodným způsobem hospodaření pastva ovcí a koz spolu s různými typy kosení.
Je nutné provádět monitoring a eliminaci nepůvodních druhů (zejména akát, pajasan), omezit fragmentaci PP Podhoří zástavbou jak v ochranném pásmu tak i v přírodní rezervaci, a citlivě usměrňovat návštěvnost. Zejména horní části skal jsou silně navštěvované, s čímž souvisí i zvýšené množství odpadků. Řešením by mohlo být nabídnutí jiné alternativy – vymezení návštěvnicky přijatelných míst, např. hřiště ZŠ Dolákova (jsou tam odpočívadla, ohniště a lavičky).

## Turismus
Podhořím vede pěší červeně značená turistická trasa 0005 z Prahy-Troje do Kralup nad Vltavou.
Oblast poskytuje řadu výborných vyhlídkových bodů, zejména hradiště Na Farkách, Podhorská vyhlídka a vyhlídka nad Bohnickým údolím. Hradiště na Farkách či Nad Pohořím leží mezi jihozápadním okrajem bohnického sídliště a vltavským údolím. Oblast je významná tím, že je jedním z míst pravěkého osídlení, ale dlouhodobé působení zemědělského obdělávání a splachy z povrchu výrazně poškodily stopy zdejšího osídlení. Při pohledu do vltavského údolí je odtud možné pozorovat panoramatický výhled a tok řeky v délce více než 3 km. Odtud je v pěší dostupnosti areál Botanické zahrady hlavního města Prahy, Pražské Zoo a Trojský Zámek.
Je možné vystoupat od Vltavy z oblasti Podhoří na vrch Palírka se stejnojmennou usedlostí nebo se jedním z pražských přívozů přeplavit z oblasti PR Podhoří na levý břeh Vltavy (V Podbabě).

## Galerie

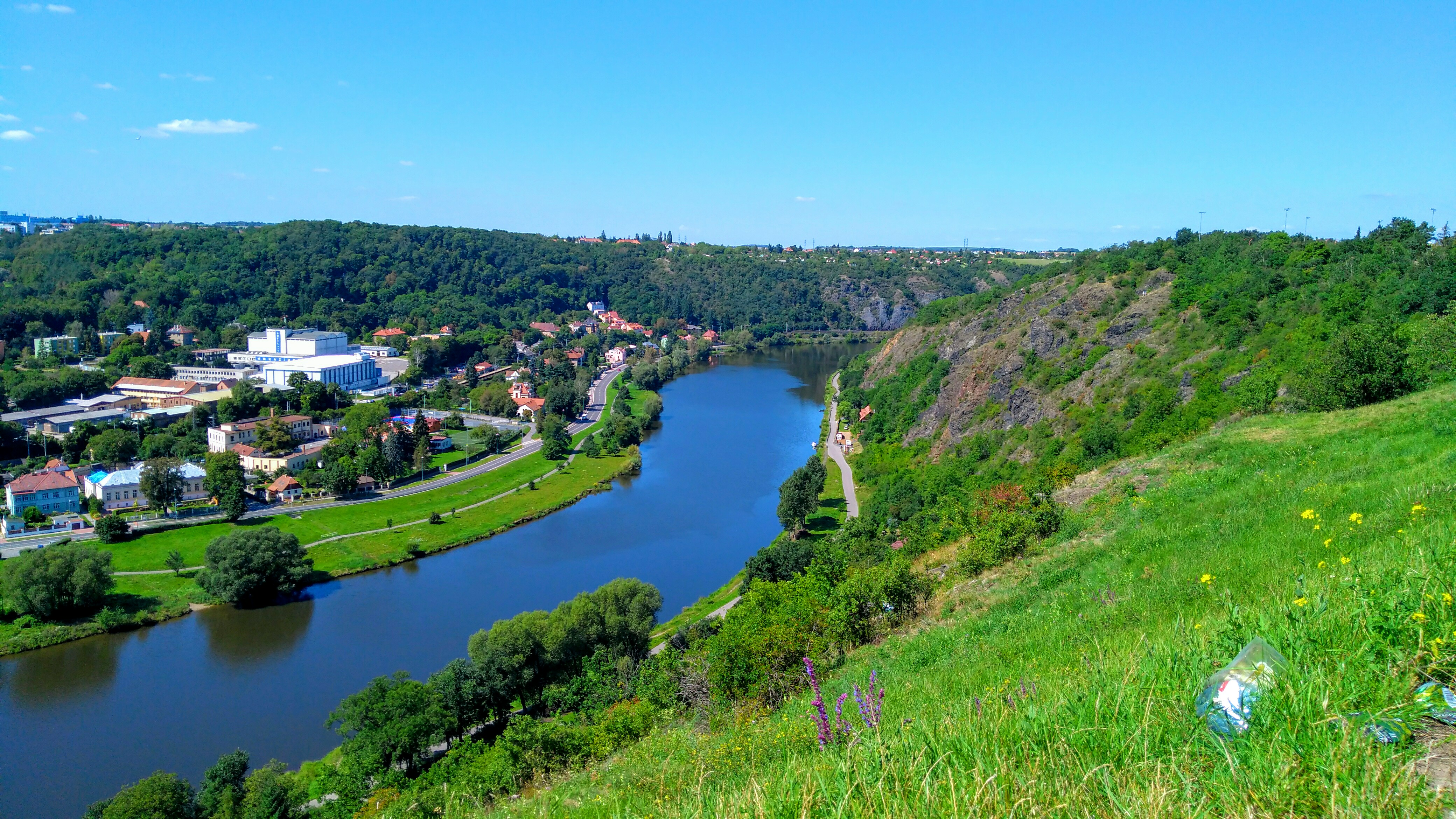
Z bohnické vyhlídky
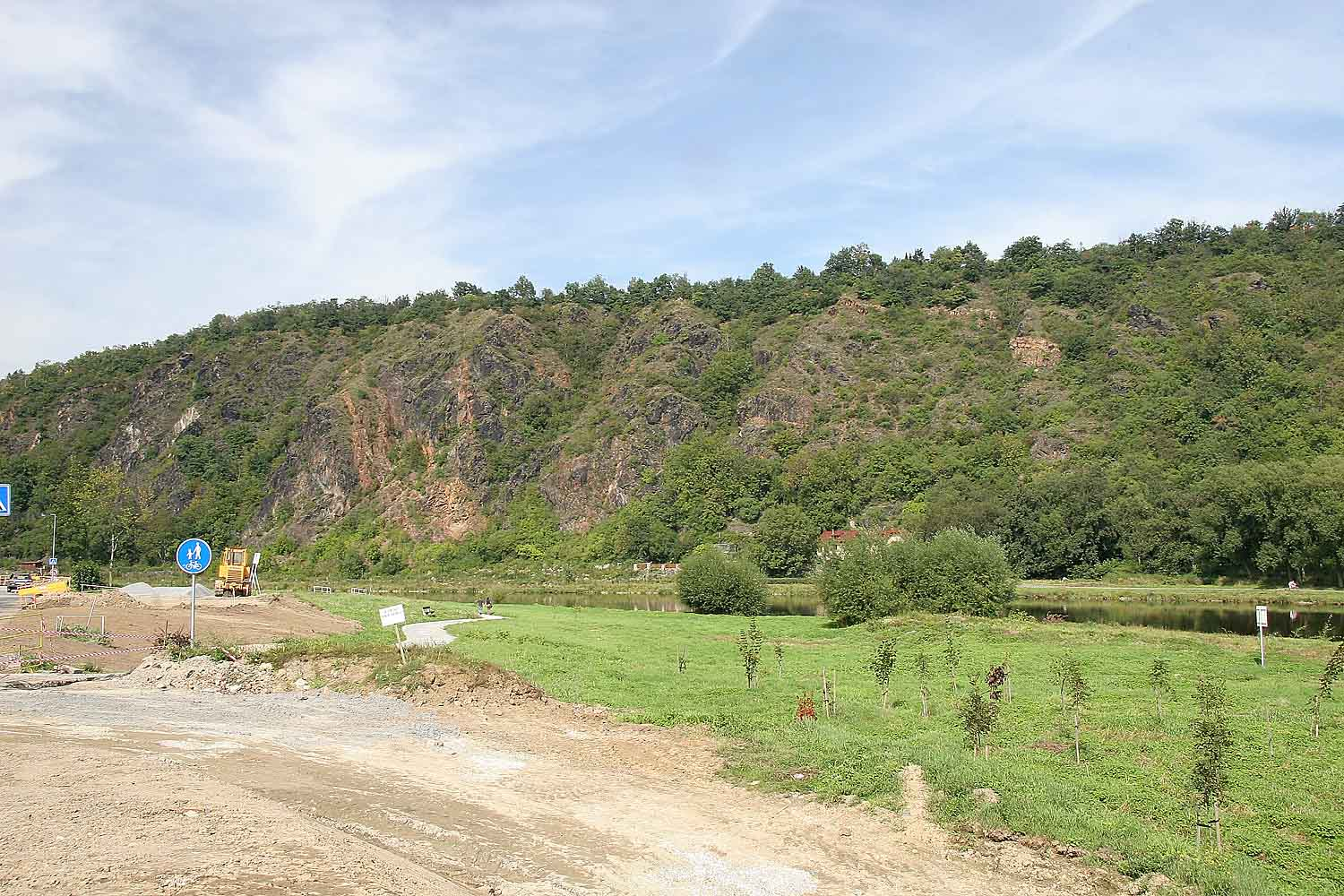
Severní část
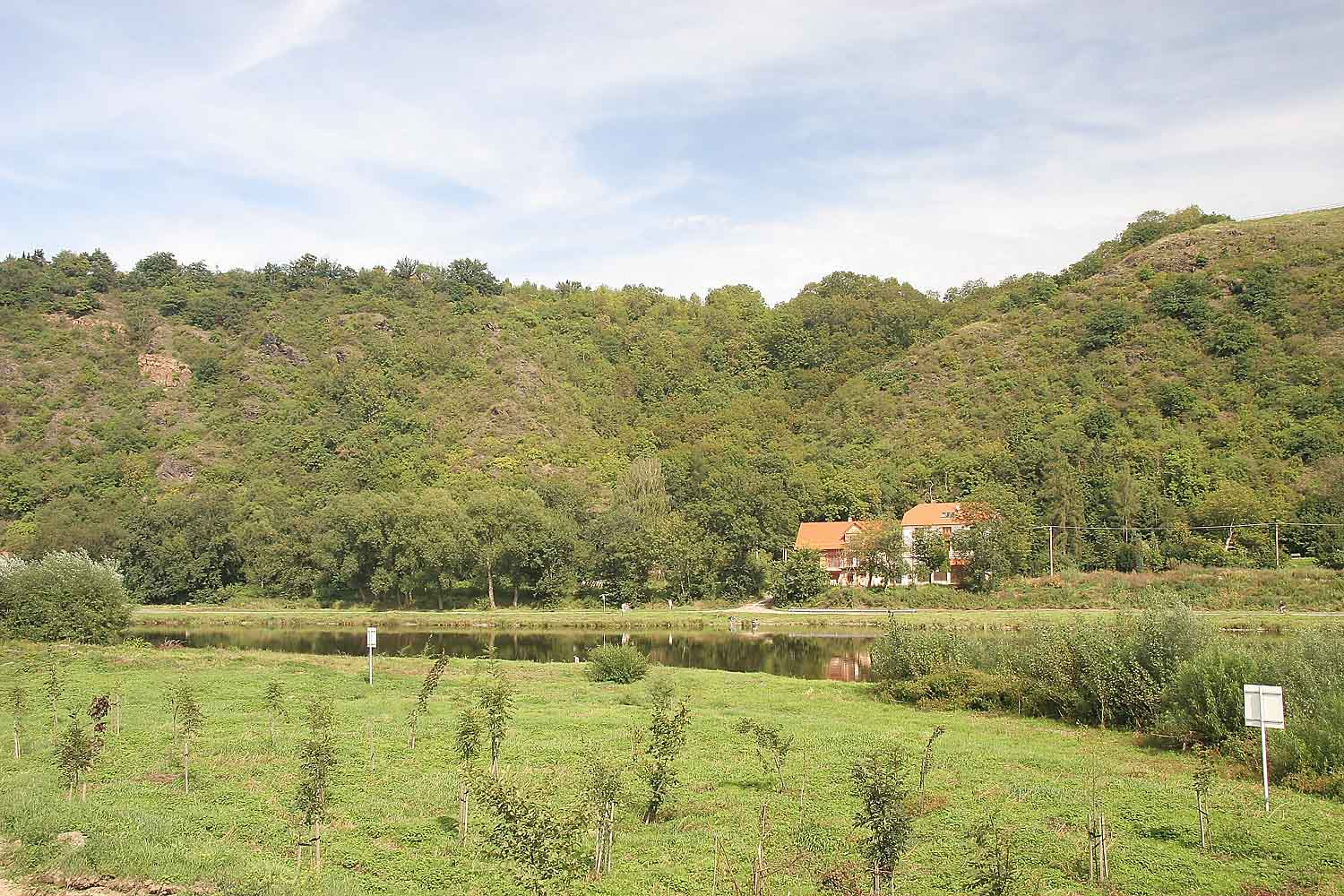
Ústí Černé rokle
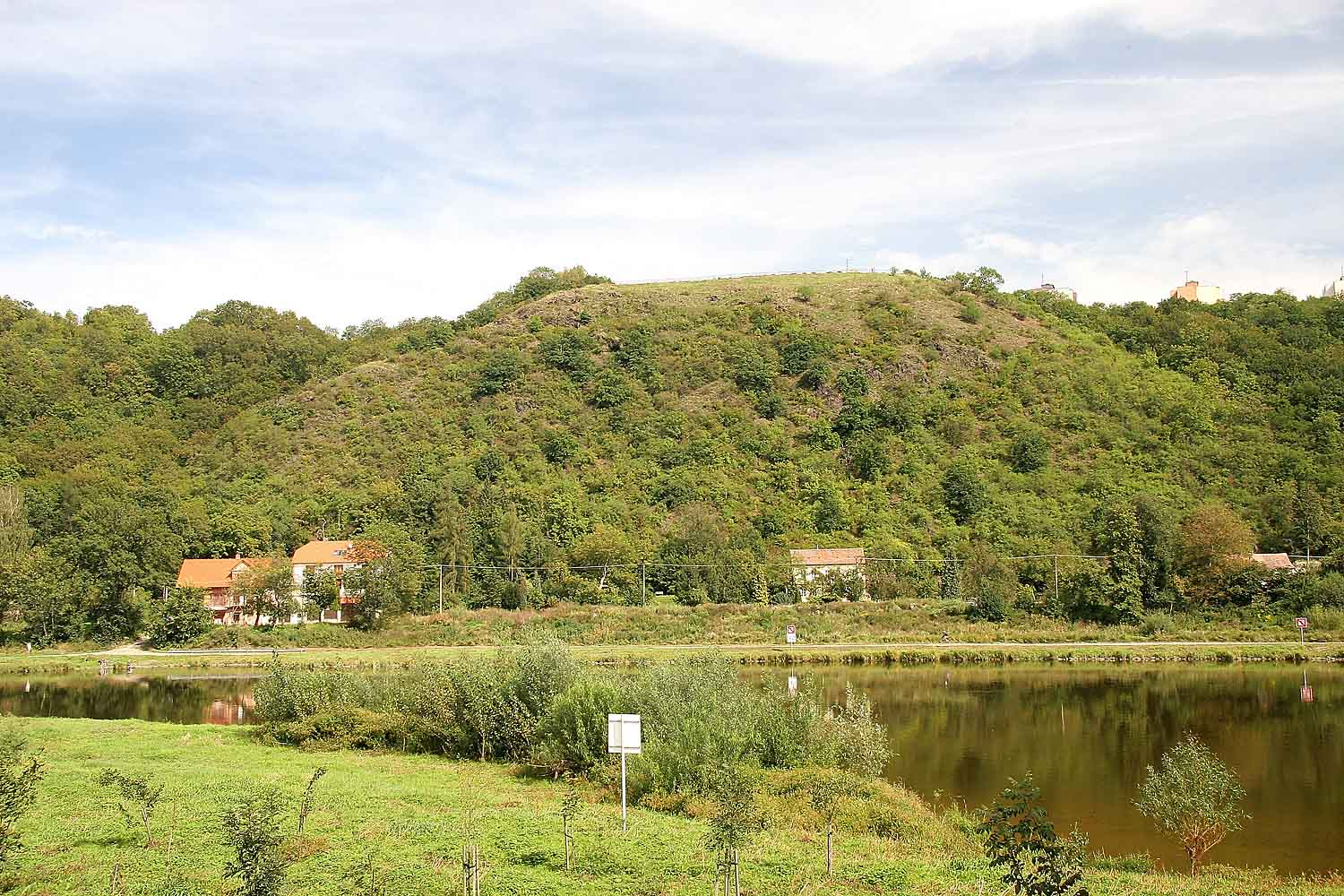
Jižní část (ostrožna Na Farkách)